# Andrés Vásquez
Andrés Javier Vásquez Rueda Pinto (Lima, 16 luglio 1987) è un ex calciatore peruviano naturalizzato svedese, di ruolo centrocampista.

## Carriera
Ha giocato nell'IFK Göteborg dal 2005 al 2007, segnando il suo primo gol il 7 maggio 2007 contro l'Örebro. Nel dicembre 2007 è stato reso noto il suo passaggio agli svizzeri dello Zurigo.